# Coatbridge
Coatbridge (Drochaid a' Chòta en gaélique (gd)) est une ville située dans le council area du North Lanarkshire en Écosse. Elle est située dans la région de lieutenance et ancien comté du Lanarkshire. De 1975 à 1996, elle était la capitale administrative du district de Monklands, au sein de la région du Strathclyde. Elle est située dans la Central Belt, à moins de 20 kilomètres à l'est de Glasgow et à moins de 60 kilomètres à l'ouest d'Édimbourg.
Le club de football des Albion Rovers Football Club et leur stade, le Cliftonhill, sont basés dans cette ville, de même que le musée Summerlee (en).